# Alexander Gilli
Alexander Gilli (29 de abril de 1904 - 16 de mayo de 2007) fue un botánico, y pteridólogo austríaco; pionero en la investigación sobre las comunidades vegetales.

## Algunas publicaciones
- 1968. Afghanische Pflanzengesellschaften. Vegetatio 16 (5/6): 307—375 doi 10.1007/BF00257022

- 1979. Beiträge zur Flora von Papua-New Guinea, II. Dicotyledones. Ann. des Naturhistorischen Museums in Wien 83: 417—474

## Honores
- Miembro correspondiente del "Museo de Historia natural de Viena"[2]

### Epónimos
Especies
- (Alliaceae) Allium gillii Wendelbo[3]
- (Combretaceae) Combretum gillii Chakrab. & A.S.Chauhan[4]
- (Leguminosae) Racosperma gillii (Maiden) Pedley[5]
- (Plumbaginaceae) Acantholimon gillii Rech.f. & Koeie[6]
- (Viscaceae) Arceuthobium gillii Hawksw. & Wiens[7]
- La abreviatura «Gilli» se emplea para indicar a Alexander Gilli como autoridad en la descripción y clasificación científica de los vegetales.[8]